# Lloyd Brevett

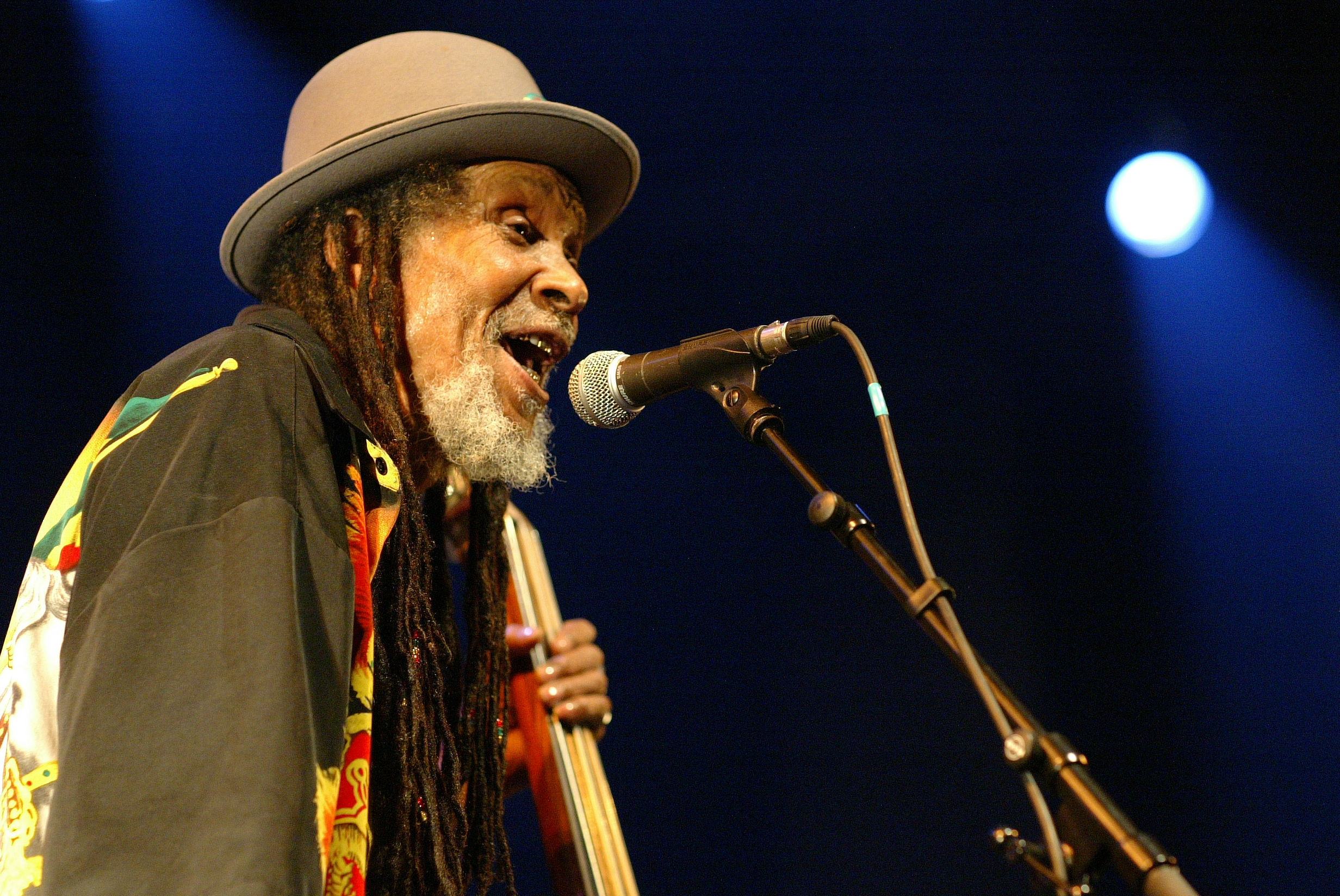
Lloyd Brevett, The Skatalites, Jazz sous les pommiers Coutances, 2004

Lloyd Brevett (* 1. August 1931 in Kingston (Jamaika); † 3. Mai 2012 in Saint Andrew Parish) war ein jamaikanischer Musiker und Pionier der Ska-Musik.

## Leben
Lloyd Brevett wuchs in Jones Town in Kingston auf Jamaika auf. Er spielte bereits in jungen Jahren Kontrabass. Unterrichtet wurde er von seinem Vater, der Musiker in einer Bigband gewesen war, die neben Mento und Rumba auch Jazz spielte. Dieser führte ihn auch in die Instrumentenfertigung ein. Lloyd Brevett war zunächst von Slam Stewart beeinflusst und wirkte u. a. in der Jazzband von Sonny Bradshaw, trat aber auch mit durchreisenden Musikern auf.
Brevett war 1964 eines der Gründungsmitglieder der Band The Skatalites und blieb die ersten 18 Monate in der Band. Nach dem Zerfall der Skatalites im Jahr 1965 gründeten Brevett und andere Musiker die Soul Brothers, aus denen später die Soul Vendors hervorgingen. 1975 vereinigten sich die Skatalites erstmals wieder, um mit Brevett African Roots aufzunehmen, das Brevett auch produzierte. 1976 erschien ein weiteres Album, danach löste sich die Gruppe wieder auf. Seit 1983 spielte Brevett mit der wieder formierten Band, bevor er sie nach einem Zwist mit anderen Bandmitgliedern 2004 verließ.
Brevett war Rastafari und der Bruder von Tony Brevett, Mitglied der Band The Melodians.
2001 erhielt er jamaikanischen Order of Distinction und 2010 die Silver Musgrave Medal des Institute of Jamaica.
2012 wurde er von der Jamaica Reggae Industry Association für sein Lebenswerk ausgezeichnet. Sein Sohn Okeene nahm die Auszeichnung für ihn entgegen.

## Tod
Im Februar 2012 wurde sein Sohn Okeene Brevett vor seiner Haustür erschossen. Im Anschluss verschlechterte sich Lloyd Brevetts Gesundheitszustand drastisch. Im März 2012 erlitt er einen Schlaganfall und befand sich ab dann im Andrews Memorial Hospital in Saint Andrew Parish. Dort starb er im Mai 2012 im Alter von 80 Jahren. Er wurde nach einer privaten Zeremonie auf dem May Pen Cemetary beigesetzt.

## Diskografie (Auswahl)

### Mit The Skatalites
- 1964: Tommy McCook & The Skatalites – Latin Goes Skatalites
- 1967: Herb Dub – Collie Dub
- 1975: African Roots (als Produzent)
- 1976: The Legendary Skatalites (als Produzent)
- 1984: Live at Sunsplash
- 1984: The Return of the Big Guns
- 1984: Scattered Lights
- 1986: Stretching Out
- 1989: Skatalites featuring Jackie Opel – Jamaican Authentic Skatalites
- 1992: Lord Tanamo with The Skatalites – Skament-Movement (Kompilation)
- 1993: Ska Voovee
- 1994: Hi-Bop Ska
- 1996: Greetings from Skamania
- 1997: Foundation Ska
- 1997: Featuring Don Drummond (Kompilation)
- 1997: Ball of Fire
- 1997: Laurel Aitken with The Skatalites – The Legendary Godfather Of Ska, Vol. 3

- 1998: Skatalites & Friends – Hog in a Cocoa
- 1999: The Skatalites Meet King Tubby – Heroes of Reggae in Dub
- 1999: Tommy McCook & The Skatalites – Tribute to Tommy – The Best of Tommy McCook and The Skatalites
- 1999: Ska Splash
- 2002: From Paris with Love
- 2006: Kingston 11
- 2007: Rolling Steady The 1983 Music Mountain Sessions
- 2007: The Skatalites Play Ska

#### Mit Bob Marley & The Wailers (als Teil der Skatalites)
- 1991: One Love (Kompilation)
- 1994: Simmer Down at Studio One (Kompilation)
- 1994: The Wailing Wailters at Studio One (Kompilation)
- 1997: Selassie Is The Chapel (Kompilation)
- 1997: The Complete Wailers 1967-1972 Part 1 (Kompilation)
- 1999: Destiny – Rare Ska Sides from Studio 1 (Kompilation)
- 2001: The Birth of a Legend (Kompilation)
- 2003: Greatest Hits at Studio One

### Mit The Soul Vendors
- 1967: On Tour

### Weitere Alben
- 1989: Lee „Scratch“ Perry – Chicken Scratch
- 1992: Don Drummond – Memorial (Kompilation)
- 1993: Justin Hinds & The Dominoes – Ska Uprising (Kompilation)
- 1996: Peter Tosh – The Toughest (Kompilation)
- 1996: Lord Creator – Don't Stay Out Late: Greatest Hits (Kompilation)
- 1997: Tricia & The Supersonics – King Bravo Selects Ska Authentic Volume 2 (Miss Jamaica Meets The Skatalites)
- 1998: Tommy McCook – The Authentic Ska Sound of Tommy McCook (Kompilation)
- 1998: Dave & Ansel Collins – Double Barrel
- 1999: Tommy McCook & The Super Sonic – Top Secret (Kompilation)
- 1999: Ken Boothe – A Man and His Hits (Kompilation)
- 1999: Don Drummond – Jazz Ska Attack 1964
- 1999: Ken Boothe – Groove to the Beat
- 2000: Roland Alphonso – Something Special: Ska Hot Shots
- 2000: Don Drummond / Rico Rodriguez – Reggae Jazz Attack
- 2001: Winston Samuels – Ska Authentic
- 2003: Prince Jazzbo – Pepper Rock
- 2004: Toots and the Maytals – True Love
- 2006: Derrick Morgan – Original Ska Hits!
- 2006: Derrick Morgan – Original Ska Hits! Vol. 2